# Сірак'юс (Індіана)
Сірак'юс (англ. Syracuse) — місто (англ. town) в США, в окрузі Косцюшко штату Індіана. Населення — 3079 осіб (2020).

## Географія
Сірак'юс розташований за координатами 41°25′19″ пн. ш. 85°44′59″ зх. д. / 41.42194° пн. ш. 85.74972° зх. д. (41.421909, -85.749790).  За даними Бюро перепису населення США в 2010 році місто мало площу 5,58 км², з яких 4,63 км² — суходіл та 0,95 км² — водойми.

## Демографія
Згідно з переписом 2010 року, у місті мешкало 2810 осіб у 1158 домогосподарствах у складі 729 родин. Густота населення становила 504 особи/км².  Було 1492 помешкання (268/км²).
Расовий склад населення:
| - 95,7 % — білих - 0,7 % — азіатів - 0,6 % — чорних або афроамериканців - 0,1 % — корінних американців - 1,6 % — осіб інших рас |

До двох чи більше рас належало 1,3 %. Частка іспаномовних становила 5,2 % від усіх жителів.
За віковим діапазоном населення розподілялося таким чином: 25,1 % — особи молодші 18 років, 61,8 % — особи у віці 18—64 років, 13,1 % — особи у віці 65 років та старші. Медіана віку мешканця становила 37,4 року. На 100 осіб жіночої статі у місті припадало 101,4 чоловіків;  на 100 жінок у віці від 18 років та старших — 98,9 чоловіків також старших 18 років.
Середній дохід на одне домашнє господарство  становив 53 595 доларів США (медіана — 45 518), а середній дохід на одну сім'ю — 65 140 доларів (медіана — 52 235). Медіана доходів становила 44 179 доларів для чоловіків та 32 652 долари для жінок. За межею бідності перебувало 14,2 % осіб, у тому числі 15,9 % дітей у віці до 18 років та 6,1 % осіб у віці 65 років та старших.
Цивільне працевлаштоване населення становило 1265 осіб. Основні галузі зайнятості: виробництво — 42,5 %, освіта, охорона здоров'я та соціальна допомога — 17,5 %, мистецтво, розваги та відпочинок — 13,3 %.